# Eisbrecher (альбом)
Eisbrecher (с нем. — «Ледокол») — первый студийный альбом немецкой рок-группы Eisbrecher, вышедший 26 января 2004 года. Альбом был выпущен на лейблах ZYX Music в Европе и Dancing Ferret Discs Inc. для США, а также попал в Deutsche Alternative Charts под номером 13.

## Список композиций
| №                   | Название               | Перевод                  | Длительность |
| ------------------- | ---------------------- | ------------------------ | ------------ |
| 1.                  | «Polarstern»           | Полярная звезда          | 2:32         |
| 2.                  | «Herz steht still»     | Сердце замирает          | 3:55         |
| 3.                  | «Willkommen im Nichts» | Добро пожаловать в ничто | 4:08         |
| 4.                  | «Schwarze Witwe»       | Чёрная вдова             | 3:52         |
| 5.                  | «Ruhe»                 | Покой                    | 0:57         |
| 6.                  | «Angst?»               | Страх?                   | 4:17         |
| 7.                  | «Fanatica»             | Фанатка                  | 3:22         |
| 8.                  | «Taub-stumm-blind»     | Глухой – немой – слепой  | 5:14         |
| 9.                  | «Dornentanz»           | Танец в терниях          | 4:14         |
| 10.                 | «Hoffnung»             | Надежда                  | 2:17         |
| 11.                 | «Eisbrecher»           | Ледокол                  | 4:04         |
| 12.                 | «Frage»                | Вопрос                   | 4:20         |
| 13.                 | «Zeichen der Venus»    | Знак Венеры              | 4:09         |
| 14.                 | «Mein Blut»            | Моя кровь                | 4:24         |
| 15.                 | «Sakrileg 11»          | Святотатство 11          | 4:22         |
| 16.                 | «Fanatica» (Club Mix)  |                          | 5:15         |
| Общая длительность: | Общая длительность:    | Общая длительность:      | 1:01:22      |

## Чарты
| Чарт (2004)                 | Место |
| --------------------------- | ----- |
| Deutsche Alternative Charts | 13    |

## Участники записи
- Александр Вессельски — вокал
- Ноэль Пикс — гитара, клавишные
- Юрген Планггер — ритм-гитара
- Руперт Кеплингер — бас-гитара
- Ахим Фербер — ударные